# Тилминци
Тилминци (мкд. Т'лминци) су насеље у Северној Македонији, у североисточном делу државе. Тилминци су у оквиру општине Крива Паланка.

## Географија
Тилминци су смештени у североисточном делу Северне Македоније. Од најближег већег града, Куманова, село је удаљено 60 km источно.
Село Тилминци се налази у историјској области Славиште. Насеље је положено у долини Криве реке, на око 590 метара надморске висине.
Месна клима је континентална.

## Становништво
Тилминци су према последњем попису из 2002. године имали 63 становника. Од тога огромну већину чине етнички Македонци (100%).
Претежна вероисповест месног становништва је православље.